# Rainer Podlesch
Rainer Podlesch   (Dobbertin, 4 de novembre de 1944) és un ciclista alemany, ja retirat, que s'especialitzà en el ciclisme en pista. Va destacar sobretot en la prova de mig fons on va guanyar vuit medalles als Campionats del món de mig fons amateur. El 1968 va guanyar una medalla de plata en la prova de persecució per equips dels Jocs Olímpics d'Estiu de Ciutat de Mèxic. També disputà, sense sort, els Jocs de Munic de 1972.
El seu fill Carsten també es dedicà al ciclisme.

## Palmarès en pista
- 1968
  -  Medalla de plata als Jocs Olímpics de Ciutat de Mèxic en persecució per equips, amb Karl Link, Udo Hempel, Karlheinz Henrichs i Jürgen Kissner
- 1971
  -  Campió d'Alemanya en persecució per equips amateur
- 1973
  -  Campió d'Alemanya en persecució per equips amateur
- 1974
  -  Campió d'Alemanya en persecució per equips amateur
- 1978
  -  Campió del món en Mig fons amateur
- 1983
  -  Campió del món en Mig fons amateur

## Palmarès en ruta
- 1971
  - Vencedor d'una etapa a la Berliner Etappenfahrt
- 1972
  -  Campió d'Alemanya en contrarellotge per equips amateur
- 1974
  -  Campió d'Alemanya en contrarellotge per equips amateur
- 1977
  - 1r a la Berliner Etappenfahrt